# 링링 (대왕판다)

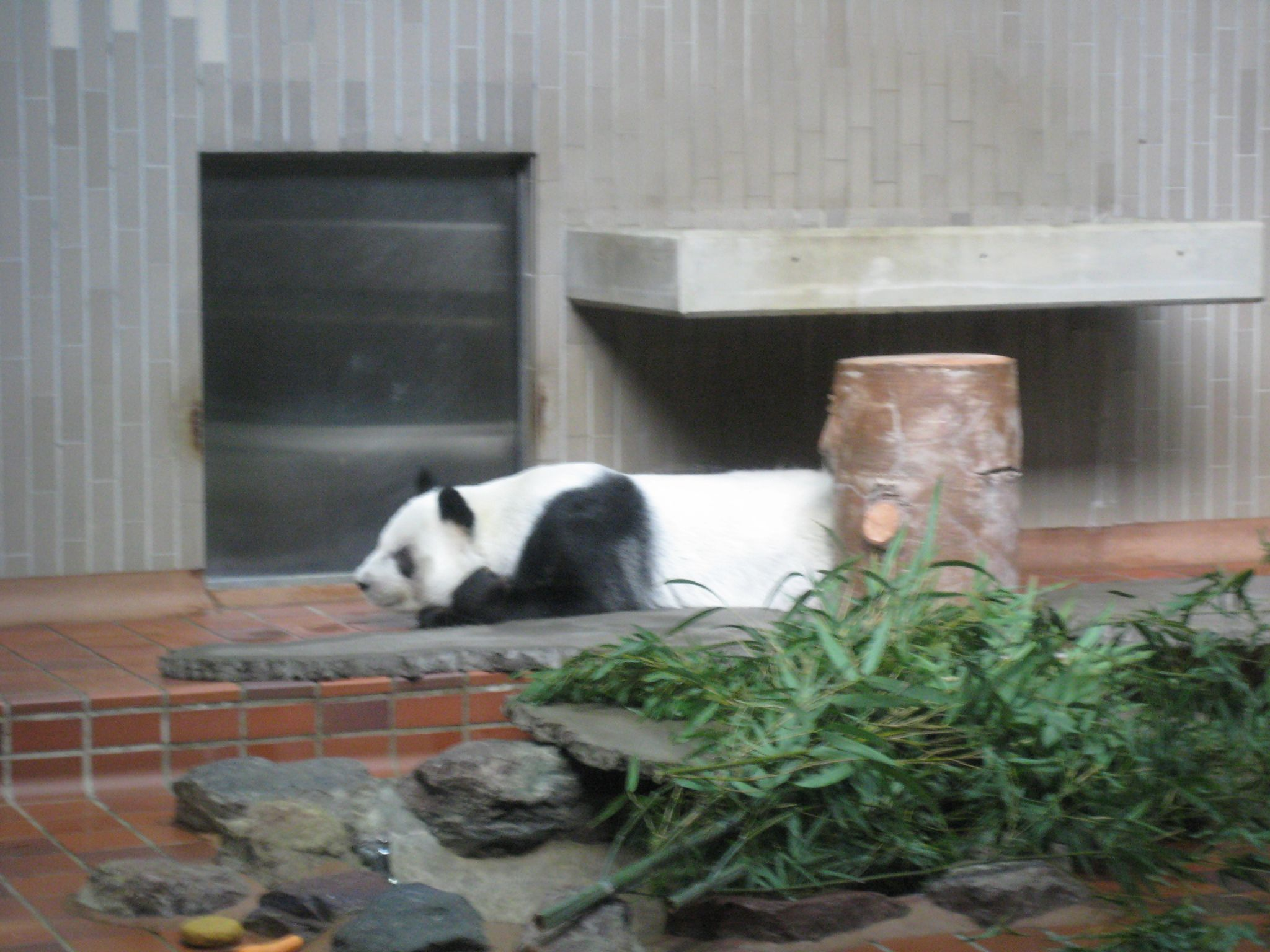
2007년 9월 우에노 동물원에서의 모습

링링(陵陵, 1985년 9월 5일 ~ 2008년 4월 30일)은 일본 도쿄도 최대 규모의 동물원인 우에노 동물원에 살았던 중화인민공화국 태생의 수컷 대왕판다였다. 링링은 22세의 나이로 사망할 당시 우에노 동물원의 유일한 대왕판다이자 일본에서 가장 나이 많은 판다였다. 우에노 동물원과 일본과 중국의 우호의 중요한 상징이었다. 1992년 일본에 기증된 링링은 일본이 직접 소유한 국내 유일의 대왕판다였다. 2008년 4월 기준 일본에는 8마리의 대왕판다가 더 있지만 모두 중국에서 일본으로 대여한 것이다. 링링이라는 이름은 수컷 판다임에도 불구하고 중국어로 '사랑하는 어린 소녀'라는 뜻이다.